# Cerámica y porcelana coreana
La historia de la cerámica coreana empieza con la forma más antigua loza de barro que data aproximadamente a 8000 BC. Ganado la influencia desde China, la cerámica coreana conserva su distinto estilo por la misma con su única forma, notablemente tarro de luna o versión maebyeong de florero "meiping" china y un estilo más posterior con su decoración. La moda de la cerámica y porcelana coreana tenía una influencia sobre cerámica y porcelana japonesa. Los ejemplos destacados coreanos son el celadón de Goryeo (918-1392) y la porcelana blanca de Joseon. (1392–1897)

## Historia

### Neolítico
La porcelana coreana conocida más antigua se remonta  al año 8.000  a. C. y la evidencia de mesolítico (cerámica de peine o Yunggimun cerámica) se encuentra en toda la península, como en la Isla de Jeju. El período de la cerámica de Chulmun o "cerámica de patrón de peine", se encuentra después del 7000 aC, y se concentra en los sitios en las regiones centro-oeste de la península coreana, donde hay una serie de asentamientos prehistóricos, como Amsa-dong. La cerámica de chulmun tiene un diseño básico y similitudes de formas similares a las de Mongolia, Amur, la Cuenca de Río Sungari, la cultura de Jōmon en Japón y Baiyue de China al sur y Sudeste Asiático.

### Silla Unificada
Las cerámicas de silla unificada (668–935) eran simples en aspectos como los colores, las formas y los diseños. Las cerámicas de Celadón o celadones progresivamente fueron convirtiéndose en las producciones principales.
El budismo, la religión dominante de la época en Corea, aumentó la demanda de productos de esmalte celadón (cheongja), lo que hizo que el celadón cheongja evolucionara muy rápidamente, con formas y decoraciones más orgánicas como animales y motivos de aves.
Al hacer artículos de cheongja, se añadió una pequeña cantidad de polvo de hierro a la arcilla refinada, que luego se recubrió con un esmalte y una pequeña cantidad adicional de polvo de hierro, y luego finalmente se encendió. Esto permitió que el esmalte fuera más duradero, con un acabado más brillante y brillante que las prendas blancas.

### Goryeo

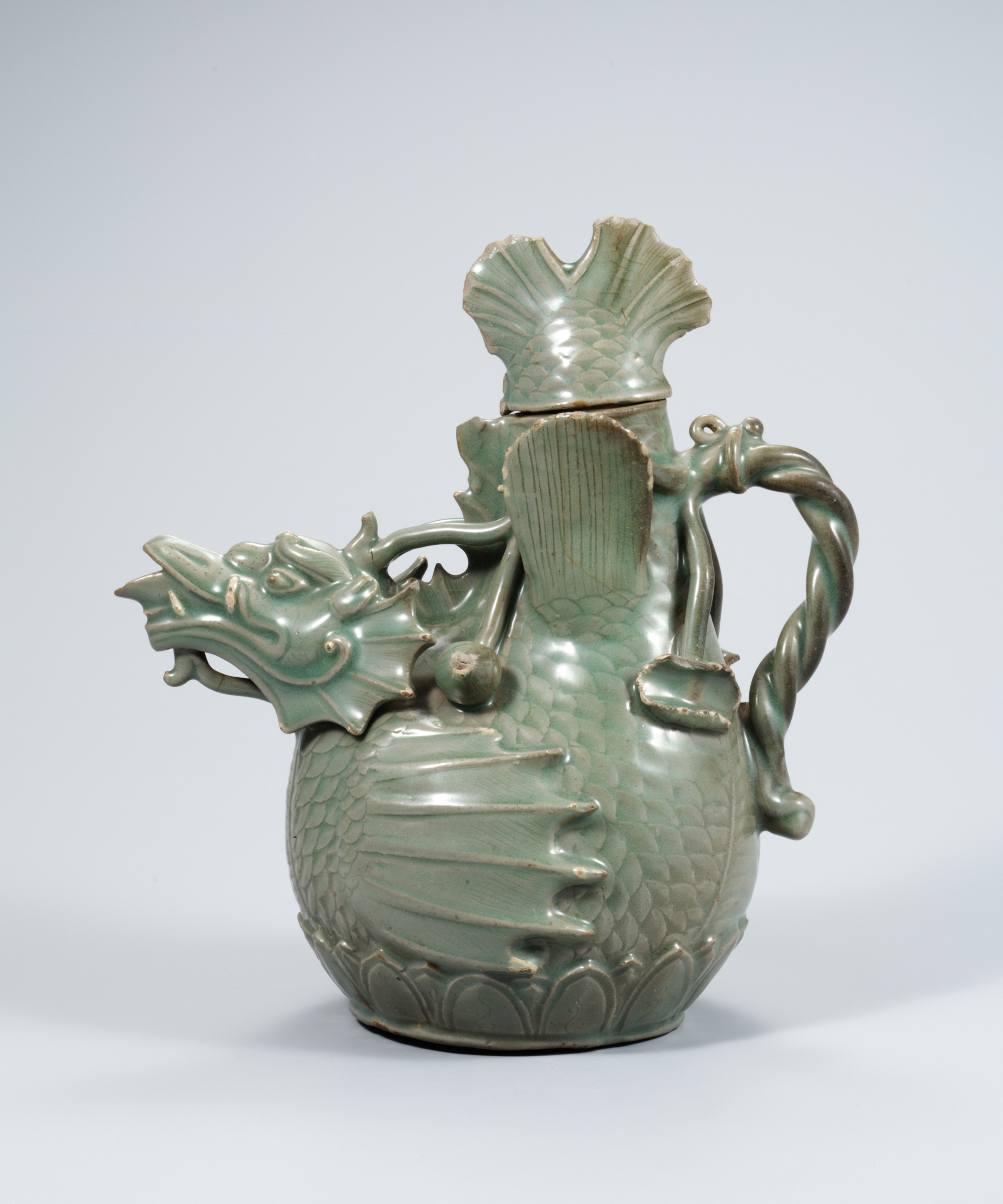
El jarro de la forma de dragón hecho durante la dinastía Goryeo. El tesoro nacional surcoreano N° 61.

La dinastía Goryeo (918–1392) logró la unificación de los tres reinos de Corea bajo el liderato de Wang Geon, el primer rey de Goryeo. Las cerámicas de esta época se consideran más finas a lo largo de la historia coreana. La celadón coreana alcanzó su cumbre gracias a la invención de la técnica sanggam o la incrustación en los primeros años del siglo XII.
Las cerámicas de Baekja (백자, literalmente la cerámica blanca) normalmente se produjeron desde el barro blanco refinado, vidriado por feldespato, y se fueron cocidos en los grandes klins o hornos. Aunque el proceso de refinación se realizó en la manera controlada en los lugares limpios, las cerámicas vidriadas invariablemente se variaban debido a la propiedad de arcilla lo mismo; e.g. el método de la cocción no fueron perfecto, resultando las temperaturas diferentes. Esta variedad causó la diferencia de los colores encima de las piezas desde la blanca pura, casi la textura de la nieve hasta el azul y amarillo pálido. Como la metodología de producir baekjas casi se completó bajo Goryeo, pese a ello, la porcelana blanca suave se pudo producir durante Joseon, pero desde su período medio, la porcelana conservando su color denso se hizo una tendencia dominante.
Las porcelanas blancas coreanas durante Goryeo ganaron sus cumbres inmediatamente antes de que la nueva dinastía fue fundada en 1392. Las piezas finas han sido descubiertas alrededor del Monte Kumgang ahora en Corea del Norte.

### Joseon

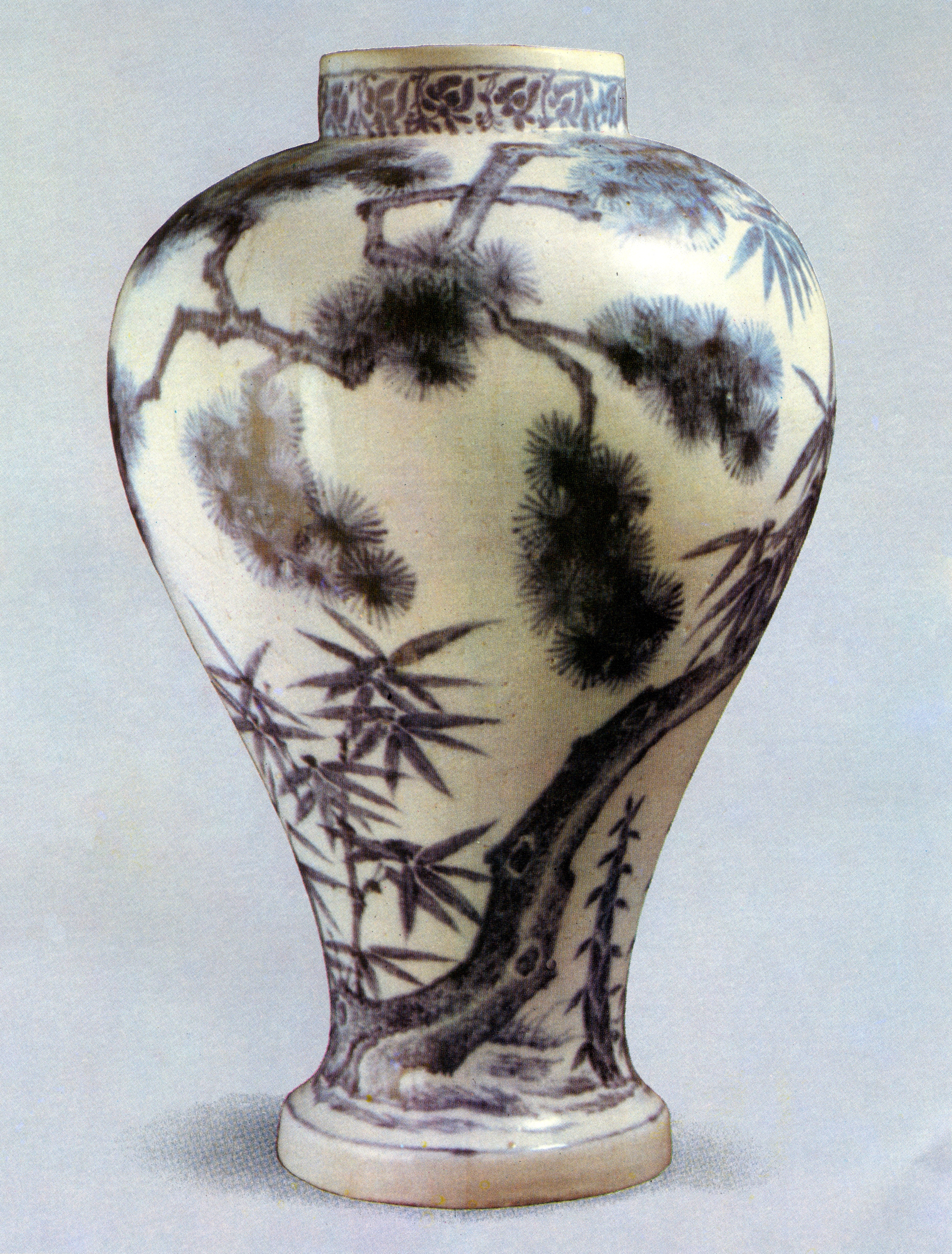
La porcelana blanca y azul con las decoraciones de bambú y pinus. Fue producida en 1489, Joseon. Conserva en el museo de la Universidad Dongguk, Seúl.

Durante los reinados de Joseon, (1392–1897) las porcelanas y las cerámicas coreanas pudieron representar su cualidad más avanzada desde los klins reales, urbanos y regionales. Las porcelanas hechas en los hornos regionales fueron exportadas. La dinastía gozó un período largo de crecimiento en casi todos los klins y la mayoría de esta cualidad se conserva hasta ahora.
Las porcelanas evolucionaron según la influencia china a lo largo de los colores, las formas y técnicas. La celadón, la porcelana blanca y los recipientes eran similares, mientras que los cambios aparecieron en las viriadas y los diseños florales. La influencia desde la China de los Ming en las porcelanas blancas y azules, usando cobalt vidriadas, existió pero hubo los puntos diferentes.
Los diseños simplificados aparecieron desde los primeros años. Las características budistas aún aparecían en la celadón: las flores de lotus y salix. La forma más común eran de una pera. Lo que es más notable es buncheong(분청) con su pintor muy suave o casi sin color. La técnica de Sanggam fue aplicada también a las porcelanas buncheong . En contraste con la elegancia refinada de Goryeo, buncheong fue producido de ser natural y práctico. Pese a todo, la tradición de hacer buncheong fue gradualmente cambiado a Joseon Baekja (조선백자), resultando en la caída de buncheong a finales del siglo XVI. Se dice que Buncheong luego fue conocido y adorado en Japón como la porcelana de Mishima.
Joseon Baekja, la porcelana blanca de Joseon representó las cerámicas durante toda la dinastía fue producido a lo largo de todo el período porque su aspecto blanco y claro reflectaba la filosofía de confucianismo, la ideología estatal. Sin embargo, la influencia desde la China Qing fue rechazada por los alfareros coreanos porque los colores de Qing conservaban su cualidad más brillante y casi escita. Por otra parte, a los coreanos les gustaban las porcelanas menos decoradas valorando la sobriedad.
Generalmente, la cerámica de la dinastía se divide en períodos temprano, medio y tardío, cambiando cada dos siglos aproximadamente; Así 1300 a 1500 es el período temprano, 1500 a 1700 el medio y 1700 a 1900- 1910 el período tardío. 
Las mercancías comenzaron a asumir esmaltes coreanos más tradicionales y diseños más específicos para satisfacer las necesidades regionales.
Esto es de esperar, ya que las influencias artísticas escritas eran de la antigua dinastía. El surgimiento de la porcelana blanca se produjo como resultado de la influencia e ideales confusos, que dieron como resultado formas más puras y menos pretenciosas que carecen de artificio y complejidad. En 1592, durante la invasión japonesa de Corea, pueblos enteros de alfareros fueron reubicados por la fuerza en Japón lo que dañó la industria de la alfarería ya que los artesanos tuvieron que reaprender técnicas ya que los maestros ya se habían ido.

## Exportación
Casi todas las exportaciones de cerámica coreana fueron destinadas a Japón, y la mayoría se realizaban desde las zonas costeras, especialmente desde Busan. La exportación se realizaba por la vía  comercial y en algunos casos por la invasión, robo o abducción de la cerámica a algún miembro de la familia del fabricante. Normalmente, la migración voluntaria de los alfareros eran imposible porque la cerámica durante la dinastía Joseon era administrada por el ministerio de economía y conocimiento (工曹) (공조 (행정기관)). Como recurso nacional, el comercio de los alfareros fue prohibido con países extranjeros.

## Galería

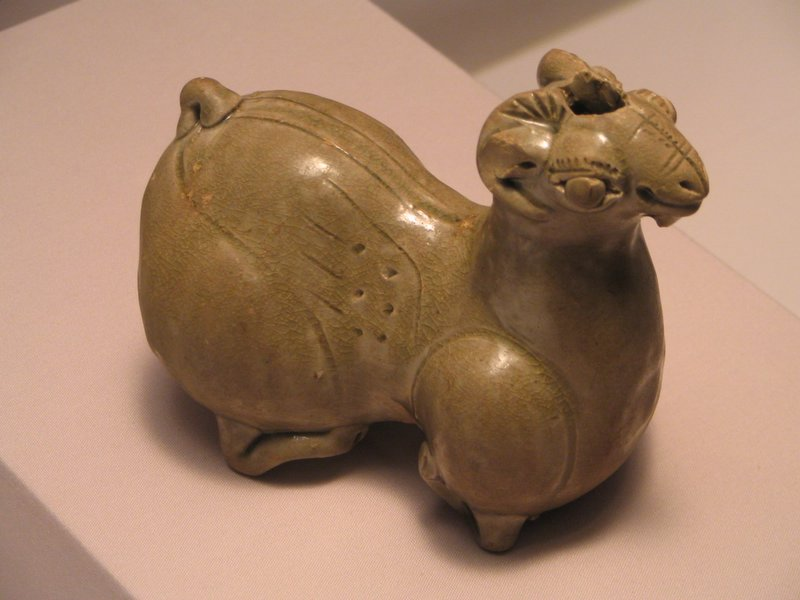
Celadón de Baekje, uno de tres reinos de Corea en la forma de oveja. Circa del siglo Ⅲ-
"Cheongja unhak sanggam mun maebyeong",[21] con las decoraciones de las gruidaes rojas. Siglo Ⅻ
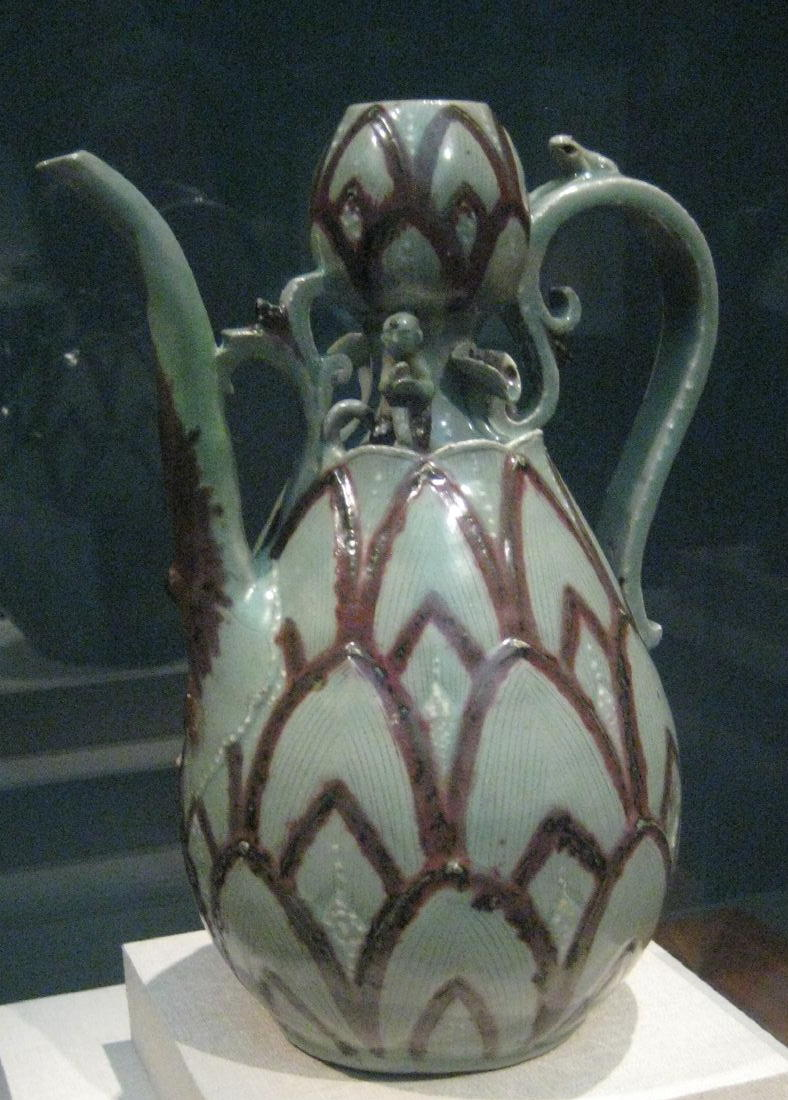
Jarra de vino, Goryeo, c. 1250
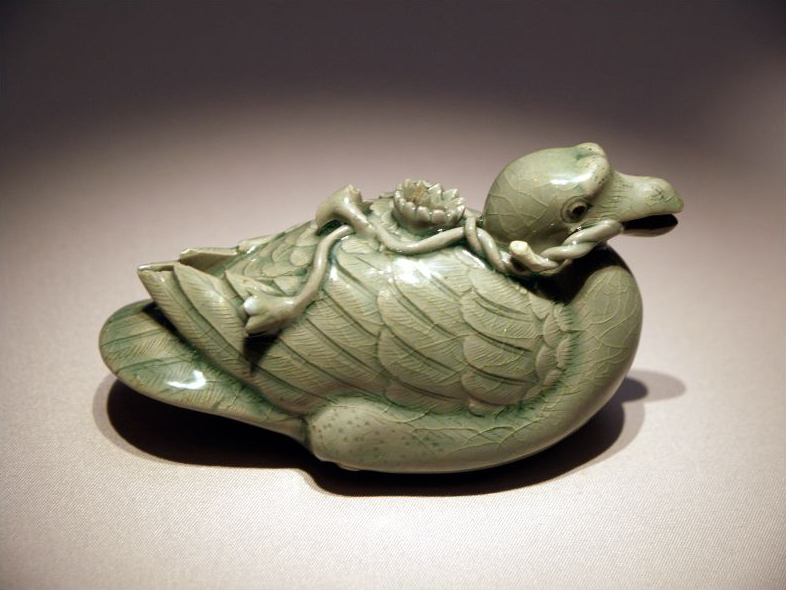
Celadón de Goryeo. Se exhibe en el Museo Nacional de Corea
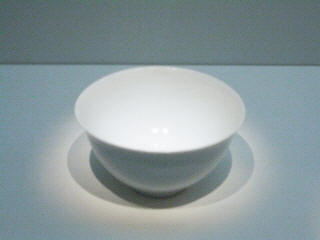
Un cuenco de la porcelana blanca, Joseon, siglo XV
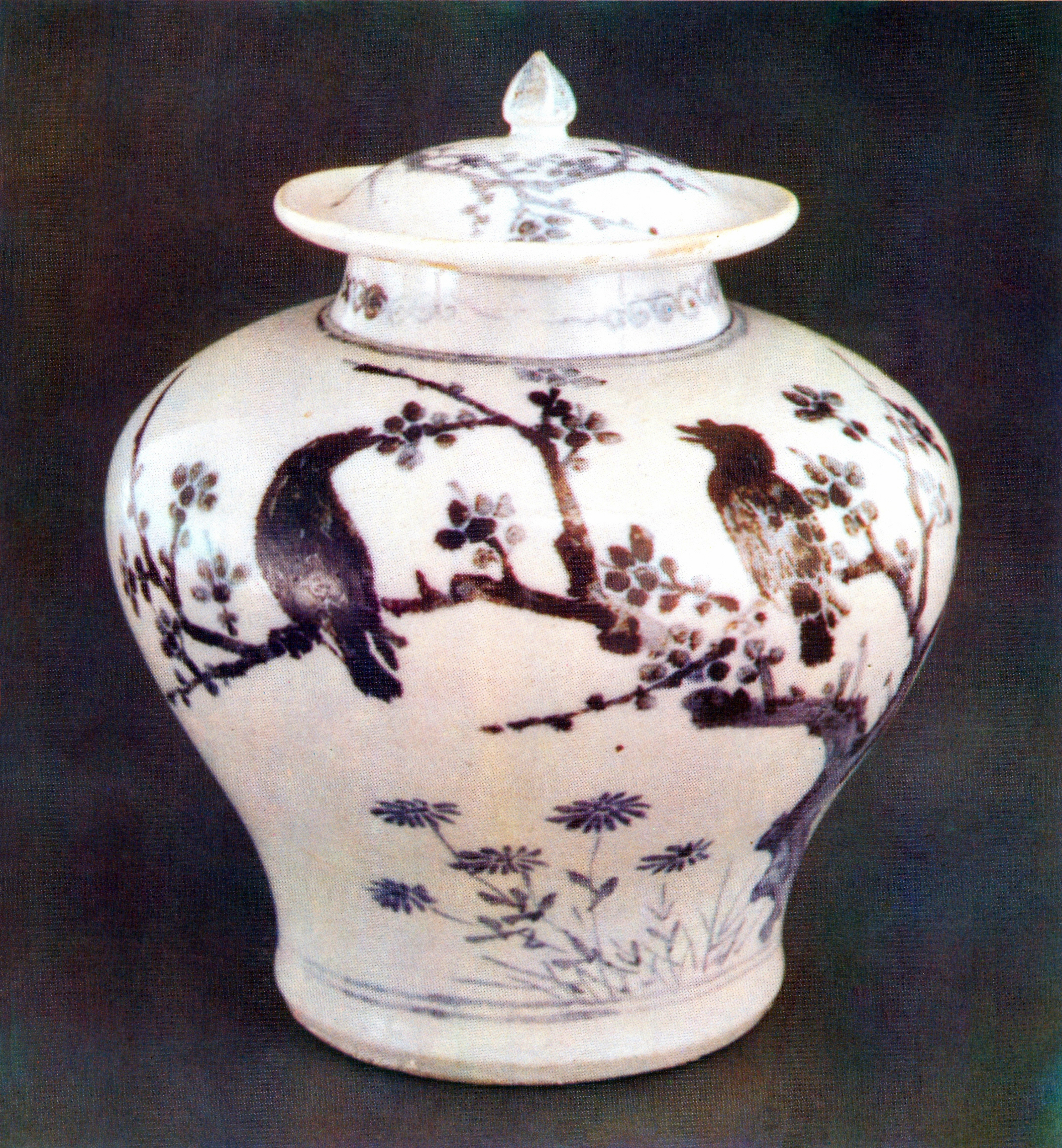
Jarra con su color mezclado (blanco y azul)